# Иванов, Роберт Фёдорович
Ро́берт Фёдорович Ивано́в (11 декабря 1925 — 28 марта 2003) — советский и российский историк, педагог и общественный деятель; доктор исторических наук (1964), профессор (1969); лауреат Государственной премии СССР (1987), заслуженный деятель науки Российской Федерации (1995). Один из основоположников российской американистики. Автор 16 монографий, переведённых на иностранные языки, а также фундаментальных работ по истории Гражданской войны в США и биографий нескольких американских президентов и политических деятелей — Бенджамина Франклина, Авраама Линкольна, Уильяма Дюбуа, Дуайта Эйзенхауэра, Джона Кеннеди.

## Биография
Родился 11 декабря 1925 года в Москве в семье рабочего, жившего до 1919 года в США.
Был участником Великой Отечественной войны.
В 1952 году окончил историко-дипломатический факультет МГИМО, затем учился в аспирантуре у А. В. Ефимова и Г. Н. Севостьянова. В 1955 году защитил кандидатскую диссертацию «Борьба негритянского народа за экономические и политические права на юге США после окончания Гражданской войны» и с этого же года работал научным сотрудником Института истории Академии наук СССР. В 1964 году защитил докторскую диссертацию «Авраам Линкольн и гражданская война в США, 1861—1865 гг.».
С 1964 года преподавал новую и новейшую историю в Московском государственном педагогическом институте им. В. И. Ленина и Высшей партийная школе при ЦК КПСС. В 1972—1986 годах был заведующим сектором всемирной истории, а также руководителем группы по изучению региональной истории и руководителем группы межрасовых и межнациональных отношений в странах Европы и Америки Института всеобщей истории АН СССР. С 1972 года — профессор МГИМО. Роберт Фёдорович выступал с лекциями во многих вузах. В 1989—1990 годах был приглашенным профессором Канзасского университета в США.
Автор фундаментальных работ по истории Гражданской войны в США, биографий Б. Франклина, А. Линкольна, Д. Эйзенхауэра, Дж. и Р. Кеннеди, исследований по истории внешней политики времён Второй мировой войны, о борьбе с организованной преступностью в США, по историографии США. Участвовал в подготовке коллективного труда «Всемирная история» (М., 1955—1983; ответственный редактор т. 13.). Составитель сборника «Межрасовые и межнациональные отношения в Европе и Америке. XIX—XX вв.» (1996).
Также занимался общественной деятельностью — был заместителем председателя Общества дружбы Россия-США, заместителем председателя Комитета памяти Маршала Советского Союза Г. К. Жукова, членом Международной комиссии Комитета ветеранов войны России, членом Информационно-аналитической комиссии содружества ветеранских организаций СНГ.
Похоронен в Москве на Востряковском кладбище.

## Основные работы
- Борьба негров за землю и свободу на Юге США (1865—1877). — М., 1958;
- Гражданская война в США (1861—1865 гг.). — М., 1960;
- Авраам Линкольн и Гражданская война в США. — М., 1964.
  - 2-е изд. — М., 2004;
- В. И. Ленин о Соединенных Штатах Америки. — М., 1965;
- Дюбуа. — М.: Молодая гвардия, 1968. — 240 с. — (Жизнь замечательных людей; Вып. 447). — 65 000 экз.
- Франклин. — М., 1971 (Жизнь замечательных людей);
- Американская история и негритянский вопрос. — М., 1976;
- Черные пасынки Америки. — М., 1978;
- Иванов Р. Ф., Лисневский Э. В. Ку-клукс-клан. — М.: Наука, 1981. — 192 с. — (Научно-популярная серия).
- Дуайт Эйзенхауэр. — М., 1983.
  - Дуайт Эйзенхауэр. Человек, политик, полководец. М., 1998.
  - Генерал в Белом Доме. — Смоленск, 2000.
  - Эйзенхауэр: От солдата до президента. — М., 2005;
- Дипломатия Авраама Линкольна. — М., 1987;
- Президентство в США. — М., 1991;
- Иванов Р. Ф., Петрова Н. К. Общественно-политические силы СССР и США в годы войны, 1941—1945. — Воронеж, 1995;
- Мафия в США. — М., 1996;
- Сталин и союзники. — М., 2000;
- Конфедеративные Штаты Америки (1861—1865 гг.). — М., 2002. Ч. 1-2;
- Геевский И. А., Иванов Р. Ф. Клан Кеннеди и убийство XX века. — М., 2003;
- Негритянская проблема в гражданской войне в США (1861—1865 гг.). — М., 2005. Ч. 1-2.